# Projet Pele
Le projet Pele est un projet du département de la Défense des États-Unis de construction d'un réacteur nucléaire mobile pour une utilisation dans les bases isolées des forces armées américaines.
Il est en cela le descendant direct du programme électronucléaire de l'armée (ANPP), développé de 1954 à 1977 par l'US Army.
En 2020, le projet a été répertorié comme pertinent pour les missions lunaires et martiennes, pour les opérations de surface plutôt que pour la propulsion de fusée.

## Contrats initiaux
Le 9 mars 2020, le ministère a attribué trois contrats de développement, à :
- BWX Technologies , en Virginie, pour 13,5 millions de dollars ;
- Westinghouse Government Services à Washington DC pour 11,95 millions de dollars ;
- X-Energy au Maryland, pour 14,3 millions de dollars.

Une conception d'ingénierie de deux ans est destinée à réaliser un petit micro-réacteur nucléaire d'une puissance de 1 à 5 mégawatts.

## Développement
Le type de réacteur envisagé est destiné à être mobile par la route, le chemin de fer, en avion ou par la mer. Ce type de réacteur pourra être rapidement chargé dans une cargaison en toute sécurité.